# Gare d'Ur-Les Escaldes
La gare d'Ur-Les Escaldes est une gare ferroviaire française de la ligne de Cerdagne (voie métrique), située sur le territoire de la commune d'Ur, dans le département des Pyrénées-Orientales en région Occitanie.
C'est une halte voyageurs de la Société nationale des chemins de fer français (SNCF) desservie par le Train Jaune, train TER Occitanie spécifique pour la ligne de Cerdagne.

## Situation ferroviaire
Établie à 1 188 mètres d'altitude, la gare d'Ur-Les Escaldes est située au point kilométrique (PK) 58,711 de la ligne de Cerdagne (voie métrique), entre les gares de Bourg-Madame et de Béna-Fanès.

## Service des voyageurs

### Accueil
Halte SNCF, c'est un point d'arrêt non géré (PANG) à entrée libre.

### Desserte
Ur-Les Escaldes est desservie par des trains TER Occitanie (Train Jaune) qui effectuent des missions entre les gares de Villefranche - Vernet-les-Bains et de Latour-de-Carol - Enveitg.

### Intermodalité
Un parking pour les véhicules y est aménagé.